# Guta Ruiz
Augusta Massignan Ruiz, mais conhecida como Guta Ruiz (Santos, 22 de abril de 1975), é uma atriz brasileira. Na televisão, participou da  série "Alice", em 2007, uma das primeiras grandes produções da HBO no Brasil, da série de sucesso  "9MM", da Fox., da novela Joia Rara, da Rede Globo, vencedora do Emmy International,  da serie Sintonia, fenômeno mundial da Netflix, entre tantos outros projetos audiovisuais e teatrais.

## Biografia
Guta nasceu na cidade de Santos, SP, onde passou toda sua infância até os 13 anos, e mudou-se para  Curitiba, onde viveu até seus 27 anos. Após se formar em Artes Cênicas pela Faculdade de Artes do Paraná, mudou-se para São Paulo em 2002 a fim de prosseguir com sua carreira artística. Também estudou Psicologia e Jornalismo, tendo o registro profissional apenas da segunda.

## Carreira
Em São Paulo, integrou a Companhia Satélite, onde atuava e produzia os espetáculos "A Casa de Bernarda Alba" e "Corações Partidos e Contemplação de Horizontes". Algum tempo depois, passou a fazer parte da companhia Teatro Promíscuo.
Em 2008, estreou um projeto de stand-up comedy intitulado "Confissões de Acompanhantes", baseado em depoimentos reais de garotas de programas.
No cinema, atuou nos filmes "Fim da Linha", "Encarnação do Demônio", "Nossa Vida Não Cabe Num Opala", "Augustas" e "Bruna Surfistinha".
Na televisão, estreou em seriados de canais de streaming. Em "Alice", da HBO, interpretava a personagem "Renata", e Ana Lidia era sua personagem na série da Fox
Em 2013, esteve em cartaz com a peça "Deus é um DJ", de Falk Richter, e fez parte do elenco da novela da Rede Globo, Joia Rara.

## Filmografia

### Televisão
| Ano  | Título              | Personagem         | Notas                            |
| ---- | ------------------- | ------------------ | -------------------------------- |
| 2008 | Alice               | Renata             | 13 episódios                     |
| 2009 | 9mm: São Paulo      | Ana Lídia Medeiros | 9 episódios                      |
| 2010 | Tô Frito            | Laura              |                                  |
| 2010 | Passione            | Roberta            |                                  |
| 2013 | Joia Rara           | Elisa              |                                  |
| 2015 | Se Eu Fosse Você    | Rita               |                                  |
| 2017 | Psi                 | Rita               | Episódios: "A Fuga: Parte 1 e 2" |
| 2018 | O Negócio           | Aimée              | Episódio: "Resistência"          |
| 2019 | Sintonia            | Bárbara            | Episódio: "Pegaram a Cacau"      |
| 2019 | Toda Forma de Amor  | Hanna Alvim        |                                  |
| 2021 | Aruanas             | Sandrine           |                                  |
| 2022 | Vale dos Esquecidos | Clara              |                                  |
| 2025 | Paulo, o Apóstolo   | Olympia            |                                  |

### Cinema
| Ano  | Título                        | Personagem      | Notas          |
| ---- | ----------------------------- | --------------- | -------------- |
| 2005 | Fim da Picada                 | Claudia         |                |
| 2005 | Fim da Linha                  | Repórter        |                |
| 2007 | Ne Pleure Pas Jeanette        | Jeanette        | Curta-metragem |
| 2008 | Encarnação do Demônio         | Terezinha       |                |
| 2008 | Nossa Vida não Cabe num Opala | Márcia          |                |
| 2009 | O Diário de Simonton          | Helen, a esposa | Curta-metragem |
| 2011 | Augustas                      | Natasha         |                |
| 2011 | Bruna Surfistinha             | Carol           |                |
| 2016 | Elis                          | Mila            |                |
| 2017 | Gostosas, Lindas & Sexies     | Gisela          |                |
| 2018 | Berenice Procura              | Jaqueline       |                |
| 2021 | Skull: A Máscara de Anhangá   | Galvani Volta   |                |
| 2023 | Mamonas Assassinas - O Filme  | Célia           |                |
| 2023 | Bala sem Nome                 | Ísis            |                |
| 2024 | Avassaladoras 2.0             | Teresa          |                |
| 2024 | Biônicos                      | Hannah          |                |
| 2024 | Poemaria                      | Ela mesma       | Documentário   |

### Teatro
| Ano  | Título                                         | Personagem  |
| ---- | ---------------------------------------------- | ----------- |
| 1999 | Hara Kiri                                      | Diabo       |
| 1999 | The Last Supper                                | Vários      |
| 2000 | Amor Pra Não Dizer                             | Ela mesma   |
| 2000 | A Vida é Cheia de Som e Fúria                  | Charlie     |
| 2001 | Fotograma Quase                                | Vários      |
| 2003 | Wer Ham Ff Tel                                 | Hamlet      |
| 2003 | Tanto Faz'                                     | Carioca     |
| 2003 | A Casa de Bernarda Alba                        | Angústia    |
| 2005 | Corações Partidos e Contemplação de Horizontes | Gruta Gorba |
| 2005 | Gigantes da Montanha                           | Ilse        |
| 2006 | Entre Quatro Paredes                           | Inés        |
| 2006 | Gata Borralheira                               | Irmã má     |
| 2006 | Macbeth                                        | Bruxas      |
| 2006 | Timão de Atenas                                | Afrodite    |
| 2009 | Românticos da Idade Mídia                      | Jane Joia   |
| 2010 | Play, sobre sexo mentiras e videotape          | Carla       |
| 2013 | Deus é um DJ                                   | Artista     |